# Нигер на Светском првенству у атлетици на отвореном 2013.
Нигер је учествовао на 14. Светском првенству у атлетици на отвореном 2013. одржаном у Москви од 10. до 18. августа. Репрезентацију Нигера представљао је један такмичар који се такмичио у трци на 1.500 метара.,
На овом првенству Нигер није освојио ниједну медаљу. Није било нових националних рекорда, а оборен је један лични рекорд.

## Резултати

### Мушкарци
| Атлетичар   | Дисциплина | Лични рекорд | Квалификације | Квалификације | Полуфинале           | Полуфинале           | Финале               | Финале       | Детаљи |
| Атлетичар   | Дисциплина | Лични рекорд | Резултат      | Место         | Резултат             | Место                | Резултат             | Место        | Детаљи |
| ----------- | ---------- | ------------ | ------------- | ------------- | -------------------- | -------------------- | -------------------- | ------------ | ------ |
| Omar Bachir | 1.500 м    |              | 4:00,18 ЛР    | 13. у гр 3    | Није се квалификовао | Није се квалификовао | Није се квалификовао | 37 / 37 (38) |        |